# Argiope ahngeri
Argiope ahngeri — вид павуків-колопрядів з всесвітньо поширеного роду Argiope. Великі, яскраво забарвлені самиці більші в декілька разів за дрібних самців. Живиться великими комахами. Отрута слабка, для людини безпечні. Поширені у Центральній Азії.
Належить до групи Argiope lobata у роді Argiope.

## Опис
Самиці відносно великі, довжина тіла від 1,1 до 1,4 см. Передня частина головогрудей жовтобрунатна, задня темніша. Нижня поверхня головогрудей має білу пляму в вигляді листка посередині, краї темніші. Хеліцери жовтуватого кольору, їхні кігтики темні. Педипальпи практично всі жовті, окрім трохи темнішого кінчика. Ноги жовті, темні перепаски на них вузькі. Черевце відносно широке, сплощене, його боки з лопатями, між лопатями іноді присутні дрібні темні плями. На спинній поверхні наявні 6 великих крапок, а також багато дрібних. У задній частині є 4 короткі поздовжні лінії.
Самці набагато дрібніші, 5,4-6,2 мм у довжину. Головогруди світлобурі, згори з 2 поздовжніми темними смугами. Ноги жовті, кінчики двох кінцевих члеників темні. Черевце овальне, видовжене, на спині з двома поздовжніми смугами, що складаються з крапок і звивин. Черевний бік з двома поздовжніми темними смугами, між серединою та павутинними бородавками чорна пляма, поблизу бородавок - ще одна невелика світла пляма.
Самиці подібні до Argiope lobata, але мають менше лопатей-часточок на боках черевця, кожна часточка більш гостра. Відрізняються й будовою статевих органів.

## Ареал
Відомий з країн Центральної Азії: описаний з Туркменістану, надалі знайдений у Таджикистану, Узбекистану, Киргизстану. У 2010-х роках знайдений на півночі Ірану.